# Ans Timmermans
Pour les articles homonymes, voir Timmermans.
Anna Petronella Timmermans dite Annie Timmermans, née le 10 avril 1919 à Rotterdam et morte le 30 août 1958 à Melbourne, est une nageuse néerlandaise.

## Biographie
Annie Timmermans est sacrée championne d'Europe en 1934 en relais 4 × 100 mètres nage libre, avec Jopie Selbach, Rie Mastenbroek et Willy den Ouden. Aux Jeux olympiques d'été de 1936 à Berlin, elle est éliminée en séries de qualification du 400 mètres nage libre.